# Sara Troost

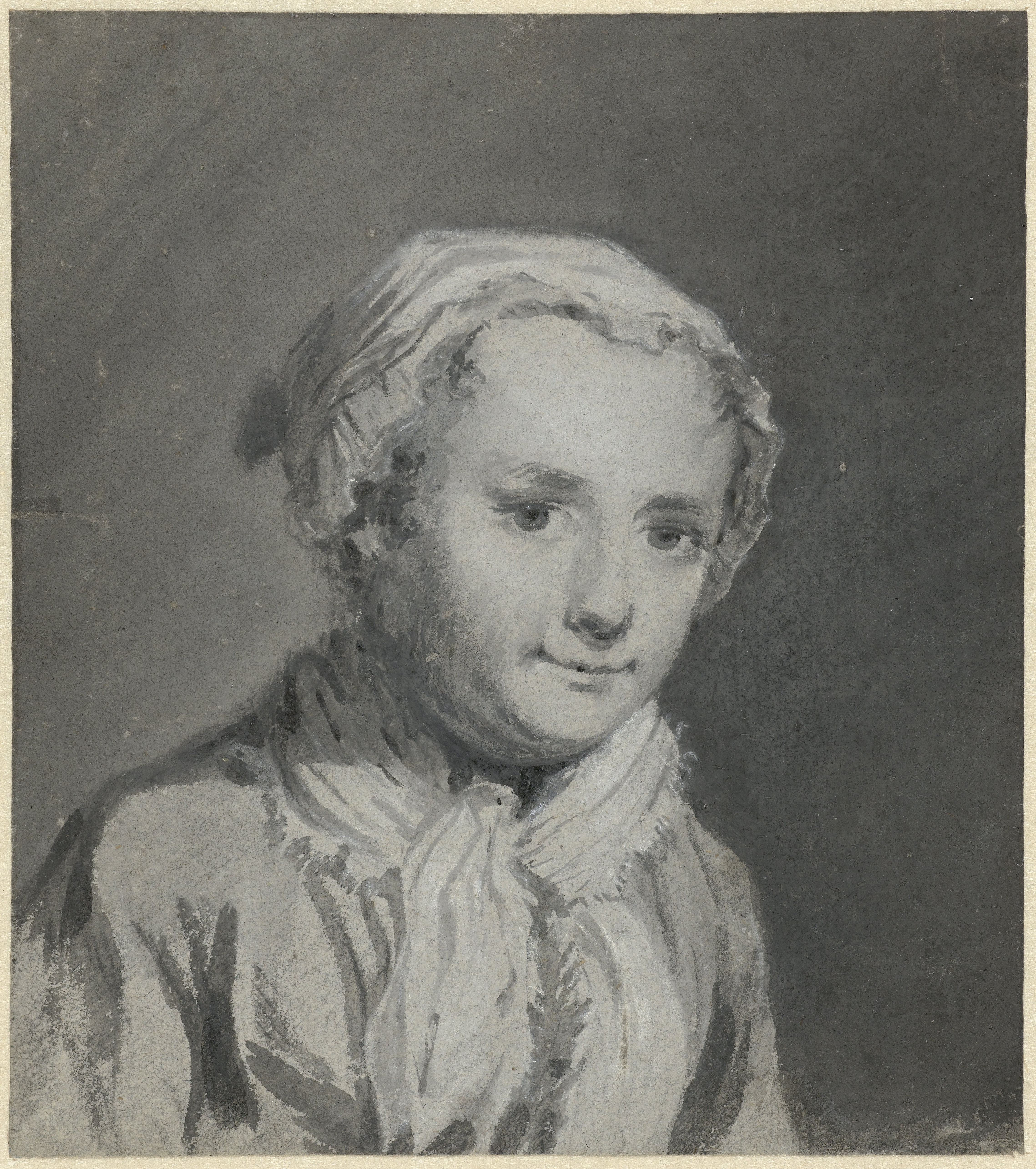
Porträt Sara Troost von Cornelis Troost, 1745

Sara Ploos van Amstel-Troost (* 31. Januar 1732 in Amsterdam; † 17. Oktober 1803 ebenda) war eine niederländische Malerin und Zeichnerin.

## Leben
Sara Troost wurde am 31. Januar 1732 in Amsterdam geboren. Ihr Vater war der Maler und Schauspieler Cornelis Troost (1696–1750), ihre Mutter die Schauspielerin Susanna Maria van der Duyn (1698–1780). Sie war eine von fünf Töchtern der Familie. Sara Troost heiratete 1778 in Amsterdam den Arzt und Schriftgießer Jacob Ploos van Amstel (1735–1784). Die Ehe blieb kinderlos.
Troost wurde in eine künstlerische Familie geboren. Ihre Mutter war die katholisch getaufte, uneheliche Tochter der Amsterdamer Schauspielerin und Tänzerin Anna Maria Rigo (1675–1718), die später den Schauspieler Louis Chalon (ca. 1678–1741) geheiratet hatte. Die Eltern von Sara Troost waren ebenfalls als Schauspieler dem Amsterdamer Theater verbunden. Nach dem Ende ihrer Schauspielkarrieren malte ihr Vater weiter Bühnenbilder, ihre Mutter bestickte Teppiche für die Bühne. Ihre Töchter ließen die Elten als Remonstranten taufen. Als einzige zeigte Sara Troost eine künstlerische Begabung und wurde von ihrem Vater zur Malerin ausgebildet. Ihre Schwestern lernten Damenbekleidung herzustellen. Ihr Vater starb bereits, als Sarah Troost erst sechzehn Jahre alt war, durch ihre Ausbildung konnte sie mit ihrer Malerei aber bereits zu dem Zeitpunkt einen wesentlichen Beitrag zum Familieneinkommen leisten. Zudem verdiente sie Geld, in dem sie älteren Damen vorlas.
Im Jahr 1778 heiratete sie Jacobus Ploos van Amstel zu dem Zeitpunkt war sie 46 Jahre alt. Die Ehe blieb kinderlos. Ihre Schwester Elisabeth hatte seinen Bruder geheiratet, den Geschäftsmann und Maler Cornelis Ploos van Amstel. Sie hatte zuvor seine Heiratsanträge nicht angenommen, da sie sich um ihre Mutter kümmern wollte. Das Paar zog in ein Haus in der Keizersgracht, in der ihr Mann mit seinem Bruder eine Schriftgießerei betrieben. Auch nach dem Tod ihres Mannes lebte sie in dem Haus, bis sie 1792 in ein anderes, gemietetes Haus in der Straße zog.
Sara Troost starb am 17. Oktober 1803 in Amsterdam.

## Werk

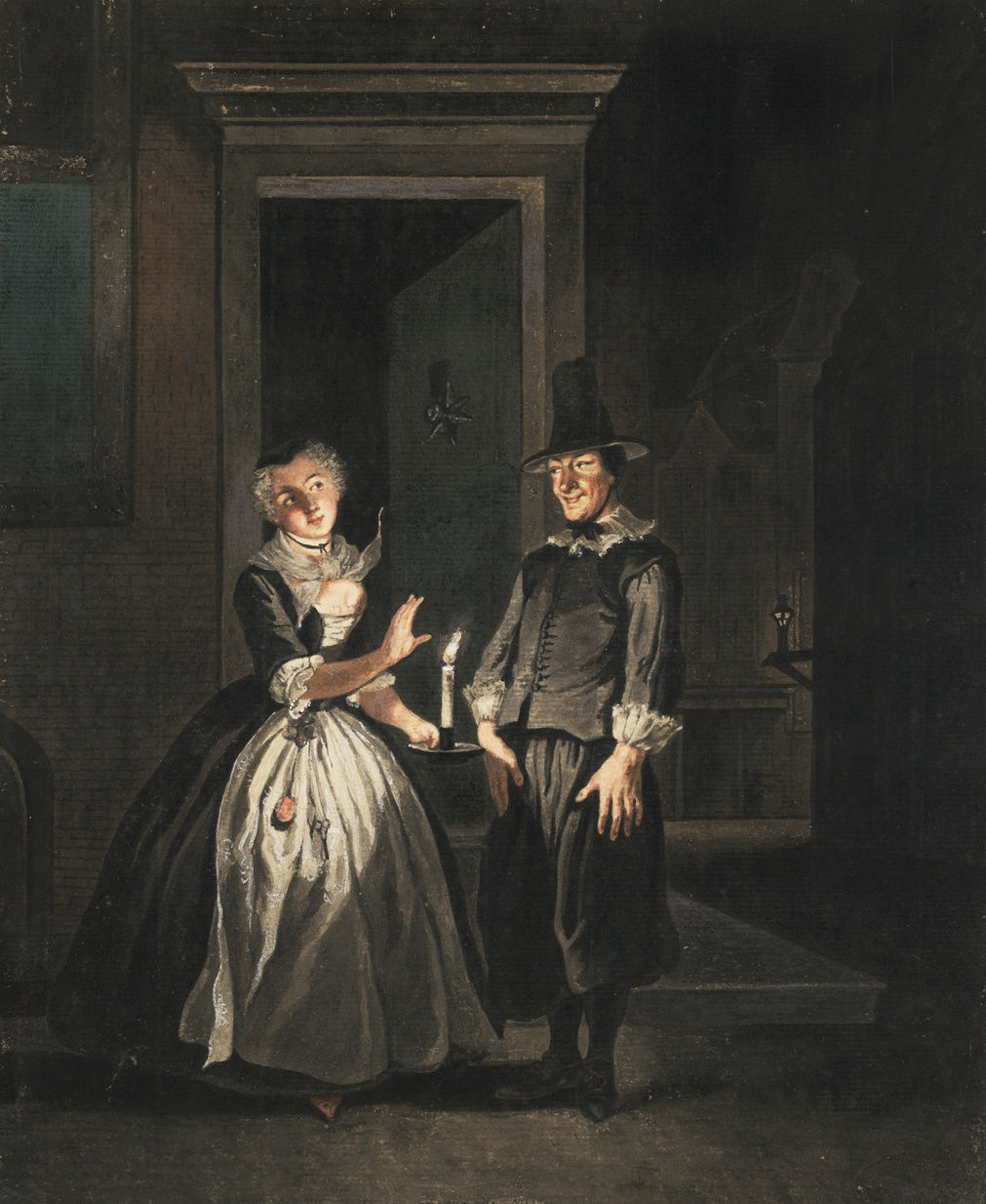
Liebeserklärung von Reinier Andriaansz an Saartje Jans, 1803

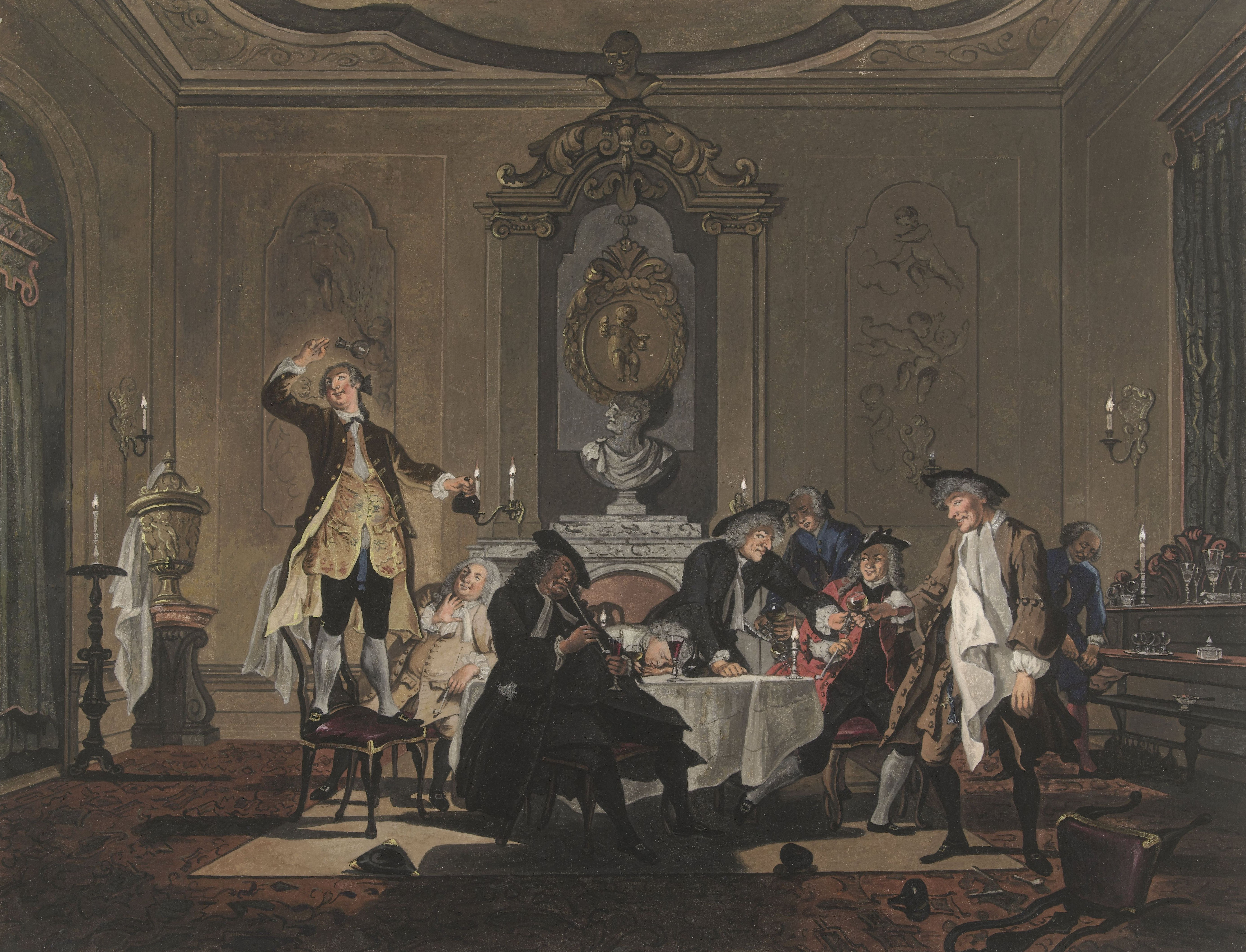
Im Haus wurde es laut, 1769

Das Talent von Sara Troost kommt sehr deutlich in ihren Pastellporträts zum Ausdruck, besonders bei den Kinderbildern. Sie gibt den Gesichtern dabei einen starken Ausdruck, der schnell von den altmodischen Perücken und der Kinderkleidung jener Zeit ablenkt. Einige ihrer Porträts wurden vom Gravur Reinier Vinkeles graviert. Miniaturen von ihr sind nicht mehr bekannt. Der Großteil ihres Œuvres besteht aus Gouachen und Aquarellgemälden, die auf den Gemälden ihres Vaters über skurrile Theaterszenen und Genreszenen beruhen. Ihre Nichte Christina Chalon war ihre Schülerin und möglicherweise hat sie ihre Vorliebe für diese Genreszenen an sie weitergegeben. Zur Kunstsammlung ihres Schwagers, Cornelis Ploos van Amstel, gehörten viele Werke von Sara Troost.
Ihre Werke befinden sich unter anderem im Museum Boijmans Van Beuningen, im Rijksmuseum Amsterdam, dem H’ART Museum und anderen.